# 蔡躍陞事件
蔡耀陞事件，發生於2014年，中華民國陸軍中尉蔡耀陞在個人臉書上發表貼文，宣稱他個人支持台灣獨立。遭人檢舉後，中華民國國防部以違反行政中立、違反軍隊國家化原則，做出行政懲處的事件。這個事件在台灣產生「軍人言論自由」的爭議。

## 經過
蔡耀陞畢業於中華民國陸軍軍官學校100年班，之後至中華民國陸軍服役，陸軍第六軍團指揮部擔任中尉軍官。
2014年，蔡耀陞在個人臉書張貼訊息「我主張台灣獨立、支持台獨，我同時也是職業軍人。PS：我投票不投國民黨」，遭人向《民眾日報》檢舉。《民眾日報》報導此事，宣稱國軍忠誠考核有問題。中華民國國防部調查後，下令要求蔡耀陞關閉臉書，並記兩隻申誡。
10月29日，民主進步黨立法委員蔡煌瑯在立法院質詢此事，質疑國防部在軍中進行思想檢查侵犯言論自由。國防部長嚴明回應，為確保軍隊國家化原則，現役軍人應嚴守行政中立的立場，因此做出懲處。中國國民黨立法委員林郁方認為，現役軍官支持台獨，違反效忠中華民國的誓言，要求「滾出」軍隊。
11月7日，新黨主席郁慕明、顧問李勝峰與桃園市議員參選人張勝豐、彭少康、袁慧心、吳正群在台北市召開記者會，批評國防部懲處過輕，認為中華民國軍人表態支持台獨可能造成台灣海峽兩岸不安。國防部認為這個處分適切，再度重申國軍應依法行政、嚴守行政中立、嚴守軍隊國家化立場。國防部陸軍司令部表示，對蔡耀陞的處分維持原處分，不會有所改變。